# Egyszer volt… az ötlet
Az Egyszer volt… az ötlet (eredeti cím: Il était une fois… les Découvreurs) francia televíziós rajzfilmsorozat, amely az Egyszer volt... sorozatok ötödik szériája, részletesen bemutatja az emberek találmányainak működését 26 részben. A sorozatot Franciaországban 1994. január 3-ától a Canal+ tűzte műsorra, 1994. szeptember 5-étől a France 3 kezdte el adni, Magyarországon először a MTV2 vetítette, utána a Minimax sugározta, aztán a Da Vinci Learning adta. A legutóbbi más fordítással, és más szinkronhangokkal adta le magyar nyelven, 2014. július 4-étől az M2 kezdte ismételni.

## Ismertető
A sorozat ismét az előző szériákban megismert karaktereket vonultatja fel. A sorozat minden részében más és más találmányt mutat be.

## Epizódok
| #   | Magyar cím                                                                    | Francia cím                              |
| --- | ----------------------------------------------------------------------------- | ---------------------------------------- |
| 1.  | Őseink, a kínaiak                                                             | Nos ancêtres les Chinois                 |
| 2.  | Arkhimédész és a görögök                                                      | Archimède et les Grecs                   |
| 3.  | Alexandriai Héron (MTV2) Az alexandriai iskola (Da Vinci Learning)            | Héron d'Alexandrie                       |
| 4.  | Időmérő eszközök (MTV2) Az idő mérése (Da Vinci Learning)                     | Les Mesures du temps                     |
| 5.  | Tengerész Henrik és a térképészet (MTV2) Tengerész Henrik (Da Vinci Learning) | Henri le navigateur (et la Cartographie) |
| 6.  | Gutenberg és a könyvnyomtatás (MTV2) Guttenberg (Da Vinci Learning)           | Gutenberg (et l'Écriture)                |
| 7.  | Leonardo da Vinci                                                             | Léonard De Vinci                         |
| 8.  | Az orvosok                                                                    | Les Médecins                             |
| 9.  | Galilei                                                                       | Galilée                                  |
| 10. | Newton                                                                        |                                          |
| 11. | Buffon, a múlt felfedezése                                                    | Buffon (et la découverte du passé)       |
| 12. | Lavoisier és a kémiai                                                         | Lavoisier et la Chimie                   |
| 13. | Stephenson, teljes gőzzel                                                     | Stephenson (à toute vapeur)              |
| 14. | Faraday és az elektromosság                                                   | Faraday et l’Électricité                 |
| 15. | Darwin és a fejlődés                                                          | Darwin et l’Évolution                    |
| 16. | Mendel és a borsó                                                             | Mendel et les Petits Pois                |
| 17. | Pasteur és a mikroorganizmusok                                                | Pasteur et les Micro-organismes          |
| 18. | Edison és az alkalmazott tudomány                                             | Thomas Edison et la Science appliquée    |
| 19. | Marconi és a hullámok                                                         | Marconi et les Ondes                     |
| 20. | Ford és az automobil kalandja                                                 | Ford et l’Aventure automobile            |
| 21. | A repülés                                                                     | L'Aviation                               |
| 22. | Marie Curie                                                                   | Marie Curie                              |
| 23. | Einstein                                                                      | Einstein                                 |
| 24. | Lorenz, a libák atyja                                                         | Lorenz, le père l’oie                    |
| 25. | Armstrong, a Hold és a világűr                                                | Armstrong, la lune et l’espace           |
| 26. | A jövő                                                                        | Demain                                   |

## Szereplők
| Szereplő                               | Szereplő    | Magyar hang        | Magyar hang       | Francia hang         | Leírás                                                           |
| Magyar név                             | Francia név | MTV2               | Da Vinci Learning | FR3 / Canal+         | Leírás                                                           |
| -------------------------------------- | ----------- | ------------------ | ----------------- | -------------------- | ---------------------------------------------------------------- |
| Mester (1. szo.) Maestro (2. szo.)     | Maestro     | Szabó Ottó         | Versényi László   | Roger Carel          | Az ősz hajú, ősz szakállas férfi, aki a gyerekek tanító mestere. |
| Peti (1. szo.) Pierro (2. szo.)        | Pierrot     | Bolba Tamás        | Előd Botond       | Olivier Destrez      | A barna hajú fiú.                                                |
| Kis Dagi (1. szo.) Kis Kövér (2. szo.) | ?           | Bartucz Attila     | ?                 | ?                    | A vörös hajú, kövér fiú.                                         |
| Kriszta (1. szo.) Psi (2. szo.)        | Psi         | Kisfalvi Krisztina | Tamási Nikolett   | ?                    | A fekete hajú lány.                                              |
| Pircsi (1. szo.) Pierett (2. szo.)     | Pierette    | Balázs Ágnes       | ?                 | Marie-Laure Beneston | A szőke hajú lány.                                               |
| Grummo                                 | le Nabot    | Tahi József        | Szokol Péter      | Patrick Préjean      | A vörös hajú, nagy orrú rossz fiú.                               |
| Tenyő                                  | le Gros     | Beregi Péter       | Szűcs Sándor      | Sady Rebbot          | A barna hajú, nagy orrú rossz fiú.                               |